# ارنست تومسون سيتون
ارنست تومسون سيتون (بالإنجليزية: Ernest Thompson Seton) (14 أغسطس 1860 - 23 أكتوبر 1946) كان مؤلف (تنشر في المملكة المتحدة، وكندا، والولايات المتحدة) وفنان في الحياة البرية ومؤسس الهنود البراعة واحد من الشركات الرائدة المؤسسين لجمعية الكشافة الأمريكية كما تأثر سيتون ببادن باول مؤسس الحركة الكشفية تشمل مؤلفاته البارزة المتعلقة بالكشافة كتيب الكشافة وهو مسؤول عن الاعتماد وإدراج ما يعتقد أن يكون عناصر الهندية الأمريكية في تقاليد جيش صرب البوسنة.

## روابط خارجية
- ارنست تومسون سيتون على موقع IMDb (الإنجليزية)
- ارنست تومسون سيتون على موقع الموسوعة البريطانية (الإنجليزية)
- ارنست تومسون سيتون على موقع قاعدة بيانات الأفلام السويدية (السويدية)
- ارنست تومسون سيتون على موقع قاعدة بيانات الفيلم (الإنجليزية)
- ارنست تومسون سيتون على موقع كينوبويسك (الروسية)

- Ernest Thompson Seton Institute
- Ernest Thompson Seton's scientific collections at Philmont
- Seton Village site at the NPS
- On-line Seton art exhibition and collections
- The Birchbark Roll (full text)
- مؤلفات Ernest Thompson Seton في مشروع غوتنبرغ
- أعمال أو نبذة عن ارنست تومسون سيتون على أرشيف الإنترنت
- أعمال ارنست تومسون سيتون في ليبري فوكس
- Ernest Thompson Seton in Upasika
- Academy for the Love of Learning
- Woodcraft Rangers
- The Seton Centre
- Seton Legacy Project at Academy for the Love of Learning
- Ernest Thompson Seton: Life and Work at World Wisdom